# Mark Foo
Mark Sheldon Foo (Singapore, 5 febbraio 1958 – California, 23 dicembre 1994) è stato un surfista statunitense.

## Biografia
Nato a Singapore, si trasferisce con i genitori nelle isole Hawaii all'età di quattro anni e si appassiona subito al surf. Diventa professionista nel 1977, e gareggia nell'ASP World Tour. Dopo alcuni anni di attività, lascia la pratica agonistica per dedicarsi al free surfing nella baia di Waimea, nota internazionalmente per le onde giganti. Foo diviene celebre come surfista estremo.
Il 23 dicembre del 1994, durante una grossa mareggiata, Foo arriva con un volo notturno dall'isola di Oahu per affrontare le grandi onde di Mavericks, altro spot famoso della costa nord del Pacifico. Nel tardo pomeriggio dello stesso giorno, su un'onda di circa sei metri, Foo ritarda un take off (manovra con la quale il surfista si alza in piedi sulla tavola) cadendo dentro il ventre dell'onda, ma l'incidente sembra di modesta entità, considerato che Foo era un surfista esperto.
Dentro all'onda Foo viene probabilmente colpito dalla sua stessa tavola, assicurata alla gamba tramite il leash (un laccio che serve per impedire al surfista di perdere l'attrezzo), perdendo conoscenza, e il leash stesso potrebbe essersi incastrato nelle rocce del fondale impedendo al corpo di tornare a galla, oppure il surfista, confuso nell'oscurità sotto l'acqua potrebbe aver nuotato nella direzione sbagliata anziché verso la superficie per cercare aria. Gli altri surfisti in acqua non si accorgono della sua assenza, e il corpo senza vita di Foo viene trascinato dalla corrente a riva dopo alcune ore, con un pezzo della sua tavola ancora legato alla gamba.
La morte di Mark Foo accese una disputa sull'utilità del leash nelle onde giganti. Secondo i sostenitori del leash questo garantiva al surfista che non avrebbe perso la tavola, che in condizioni di difficoltà rappresentava comunque un corpo galleggiante al quale aggrapparsi, mentre i detrattori di questo supporto ribattevano che il leash rappresentava un pericolo, per l'effetto fionda che avrebbe avuto in caso di caduta in grandi onde; inoltre, affermavano che esso poteva annodarsi agli arti, procurando lesioni a causa della forte trazione dell'acqua, e nei casi più estremi avrebbe potuto anche legarsi al collo, soffocando l'atleta.